# Exbucklandia
Genre
Exbucklandia est un genre de plantes de la famille des Hamamelidaceae.

## Liste des espèces
Selon Catalogue of Life (23 février 2018) et NCBI (23 février 2018) :
- Exbucklandia longipetala Hung T. Chang
- Exbucklandia populnea (R. Br. ex Griff.) R. W. Brown
- Exbucklandia tonkinensis (H. Lec.) H.T. Chang